# André Mayamba Mabuti Kathongo
André Mayamba Mabuti Kathongo (* 1931 in Mukila; † 12. April 2016) war Bischof von Popokabaka (Demokratische Republik Kongo). 

## Leben
André Mayamba Mabuti Kathongo empfing am 12. Juli 1959 die Priesterweihe für das Bistum Popokabaka.
Papst Paul VI. ernannte ihn am 27. April 1978 zum Koadjutorbischof von Popokabaka. Der Bischof von Popokabaka, Pierre Bouckaert SJ, spendete ihm am 27. August desselben Jahres die Bischofsweihe; Mitkonsekratoren waren Edoardo Rovida, Apostolischer Pro-Nuntius in Zaire, und Alexander Mbuka-Nzundu, Bischof von Kikwit.
Mit dem Rücktritt Pierre Bouckaerts SJ am 1. Dezember 1979 folgte er ihm als Bischof von Popokabaka nach. Am 24. September 1993 nahm Papst Johannes Paul II. seinen vorzeitigen Rücktritt an.